# Сцифистома

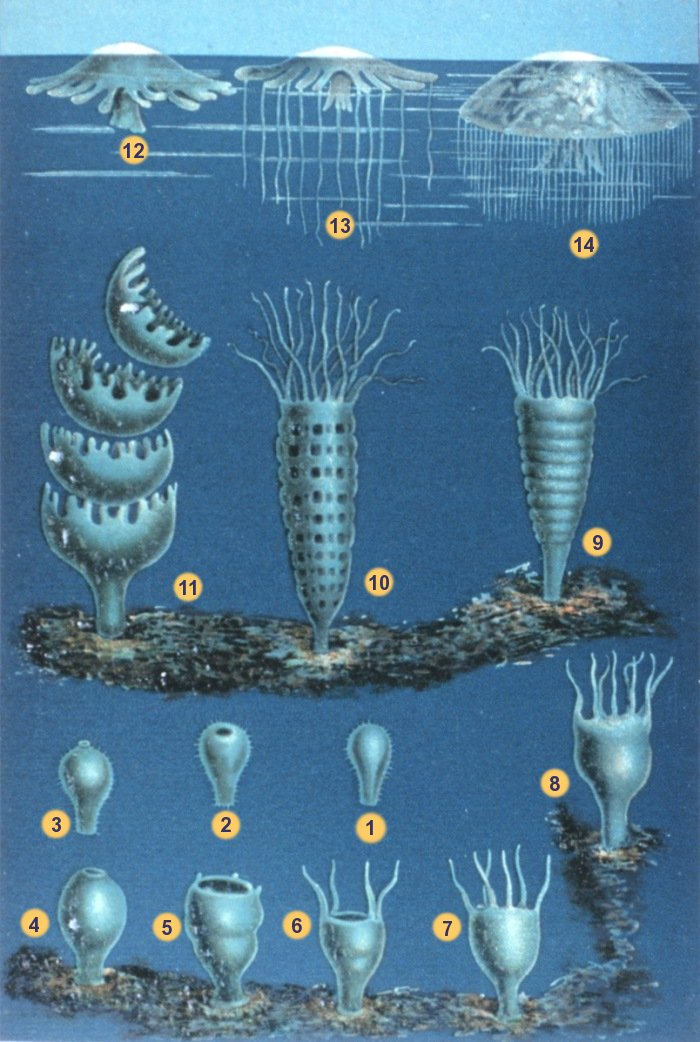
8 — сцифистома

Сцифистома или сцифостома — стадия развития некоторых сцифоидных медуз, напоминающая небольшой бокал, прикреплённый одним концом с помощью ножки к неподвижному предмету и снабжённый на противоположном конце ротовым отверстием, окружённым щупальцами. Сцифистома образуется из свободноплавающей личинки планулы и путём почкования образует новые сцифистомы или же, наконец, стробилы.